# We Can Fly
We Can Fly è il settimo singolo digitale della boy band sudcoreana SS501, pubblicato il 10 giugno 2009 per il mercato coreano. Il brano musicale Play, presente nel singolo, è stato utilizzato come tema musicale degli spot televisivi della linea aerea Jin Air.

## Tracce
Download digitale
1. We Can Fly (진에어(JINAIR) 이미지송)